# Haevn
Haevn (vaak gestileerd als HAEVN) is van oorsprong een Nederlands muziekduo uit Kerkrade dat ontstond in 2015. Het duo bestaat uit singer-songwriter Marijn van der Meer en filmmuziekcomponist Jorrit Kleijnen. Deze combinatie leidde tot een filmische sound met piano, strijkers en ook uptempo synthpop.

## Geschiedenis
Haevn ontstond toen filmcomponist Jorrit Kleijnen en singer-songwriter Marijn van der Meer gekoppeld werden voor een reclamefilm. Deze samenwerking resulteerde in Where the Heart Is, en werd opgepakt door autofabrikant Volvo, en later Finding Out More dat te horen was in een reclame voor BMW. De nummers van net 30 seconden bereikten internationaal de hitlijsten van Shazam, waarna besloten werd ze tot volledige nummers uit te werken. Hierbij werd de hulp ingeroepen van Tim Bran, die ook produceerde voor de Britse triphopband London Grammar en zangeres Birdy.
Door toevoeging van een gitarist en drummer ontstond de band Haevn en op 17 september 2015 volgde het eerste optreden tijdens de Popronde. Radiozender 3FM riep de band in oktober 2015 uit tot 'Serious Talent'. Na de aankondiging in De Wereld Draait Door verkocht de Grote Zaal van Paradiso op 21 mei 2016 in vier dagen uit. Haevn werd genomineerd voor een Edison in 2016 en een 3FM Award voor beste nieuwkomer. Zowel Finding Out More en Bright Lights belandden in de top 20 van Song van het Jaar van dat jaar. Eind december 2016 kwam Finding Out More op positie 1321 de Top 2000 binnen, waar deze in 2017 opnieuw terug te vinden was op plaats 1764.
Haevn speelde op grote festivals als Eurosonic Noorderslag, Paaspop, Dauwpop, Retropop, Indian Summer Festival, Concert at Sea, Huntenpop, Appelpop en Royal Park Live op Paleis Soestdijk.
Op 2 april 2017 stond de groep met het Red Limo String Quartet in een uitverkocht Koninklijk Theater Carré. Eind 2017 werd Fortitude uitgebracht, dat niet lang daarvoor te horen was in de Netflixserie Riverdale. 
Haevn tekende bij Warner Music Group en begon in 2018 met twee shows op Eurosonic Noorderslag met de nieuwe gitarist Bram Doreleijers. Op 23 februari werd tijdens hun uitverkochte optreden in de Grote Zaal van Paradiso een Gouden Plaat voor Finding Out More uitgereikt door Giel Beelen. In mei kwam de single Back in the Water uit en daarna volgde in april de tournee Eyes Closed in zes grote zalen van het land.
Vanwege het internationale succes werd het debuutalbum Eyes Closed op 25 mei 2018 internationaal uitgebracht en kwam het binnen op 1 bij iTunes. Hierna volgden optredens in Parijs en Göttingen en speelde de groep in oktober 2018 twee dagen in Koninklijk Theater Carré. In oktober 2018 stond Haevn voor twee avonden wederom in Carré, waarna een tournee volgde samen met een strijkorkest en het gospelkoor G-Roots.
In 2019 bracht Haevn Symphonic Tales uit, met vier nummers van het album Eyes Closed en twee nieuwe nummers, opgenomen met een vijftig-man-orkest in de Galaxy Studio in Mol in België. De zomer van 2019 werd geopend met een optreden op Oerol, en werd vervolgd door vijf shows met het koor in vier openluchttheaters.
Vanaf voorjaar 2020 werd het stil, door Corona moesten de tourdata meerdere malen verplaatst worden. Wel brachten ze eind 2021 de single Open Hearts uit. Dit is een samenwerking met zangeres Birdy voor een Nederlandse tv-commercial.
In 2022 kon de al lang aangekondigde ep Holy Ground gereleased worden, waarvan Kite in a Hurricane de eerste single werd. Ook werd het weer mogelijk om op tour te gaan in Nederland en voor het eerst in Duitsland en Zwitserland.
In het voorjaar van 2023 gaat HAEVN voor het eerst de theaters in voor 25 intieme shows. Daarna volgen wederom shows in Koninklijk Theater Carré, openluchttheaters en in het najaar shows in o.a Duitsland.

## Discografie

### Singles
| jaar | single             | Top 40 | weken | Top 100 | weken |
| ---- | ------------------ | ------ | ----- | ------- | ----- |
| 2015 | Where the Heart Is | tip25  | —     | —       | —     |
| 2015 | Finding Out More   | 25     | 7     | 77      | 8     |
| 2016 | Bright Lights      | tip1   | —     | tip     | —     |
| 2017 | Fortitude          | tip11  | —     | tip     | —     |
| 2018 | Back in the Water  | tip10  | —     | tip     | —     |
| 2018 | Mind Games         | tip8   | —     | tip     | —     |
| 2021 | Open Hearts        | tip5   | —     | tip     | —     |

### Albums
| jaar | album       | Nederland | weken | België (VL) | weken | België (WA) | weken | Duitsland | weken |
| ---- | ----------- | --------- | ----- | ----------- | ----- | ----------- | ----- | --------- | ----- |
| 2018 | Eyes Closed | 2         | 54    | 30          | 3     | 141         | 2     | —         | —     |
| 2024 | Wide Awake  | 14        | 2     | —           | —     | —           | —     | 35        | 1     |

### NPO Radio 2 Top 2000
| Nummers met noteringen in de NPO Radio 2 Top 2000 | '16  | '17  | '18-'23 | '24  |
| ------------------------------------------------- | ---- | ---- | ------- | ---- |
| Finding Out More                                  | 1321 | 1764 | -       | -    |
| Where the Heart Is                                | -    | -    | -       | 1578 |

1. ↑  Een '-' betekent dat het nummer niet was genoteerd en een vetgedrukt getal geeft de hoogste notering van een nummer aan.
2. ↑  2016 was het eerste jaar met een notering voor Haevn.